# Heinrich Döring (Bischof)
Johann Heinrich Döring SJ, auch Johann Heinrich Doëring (* 13. September 1859 in Bocholt; † 17. Dezember 1951 in Poona, Indien) war ein deutscher Jesuit und Bischof von Poona, ausgezeichnet mit dem Ehrentitel eines Erzbischofs.

## Leben
Döring wurde September 1859 als zweites von vier Kindern in Bocholt geboren. Er besuchte die Volksschule und die Höhere Bürgerschule, ein 1861 gegründetes Progymnasium. Danach machte er 1877 am Gymnasium Paulinum in Münster sein Abitur und nahm nun nach Beendigung der Schule sein Theologiestudium in Münster und Innsbruck auf. Er war seit seinem Studium Mitglied der katholischen Studentenverbindung KStV Germania Münster im KV.
Nach seiner Priesterweihe, die er am 21. Dezember 1882 in Regensburg empfing, wurde er bis 1890 Kaplan an der St. Margarete Kirche in Wadersloh. Anschließend ging er nach Blijenbeek in den Niederlanden, um Novize bei den Jesuiten zu werden. Er verbrachte dort zwei Jahre sowie im Anschluss drei Jahre im Vereinigten Königreich, wo er in einem Arbeiterviertel Londons Seelsorge leistete und sich philosophischen und theologischen Ergänzungsstudien widmete. 1895 wurde er als Missionar nach Indien entsandt und traf am 7. Juli 1895 in Bombay ein. Als Missionar verbrachte er den größten Teil seines Lebens in Indien. Am 7. September 1907 wurde er zum Bischof von Poona ernannt und empfing am 8. November 1907 durch Hermann Jürgens, den Erzbischof von Bombay, die Bischofsweihe; Mitkonsekratoren waren Abbondio Cavadini SJ, der Bischof von Mangalore, und Pierre-André Viganò SJ, Bischof von Hyderabad. Zu diesem Zeitpunkt konnte Döring bereits auf eine zwölfjährige Tätigkeit an der von ihm in Walan errichteten Missionsstation zurückblicken. Im Zuge eines Rombesuchs vom Ausbruch des Ersten Weltkrieges überrascht, war es Döring nicht mehr möglich, nach Indien zurückzukehren, da die Briten ihm die Einreise nach Indien verweigerten. Er ging nun in das Ignatiuskolleg im niederländischen Valkenburg. Als ihm die Einreise nach Indien nach Kriegsende immer noch nicht gestattet wurde, verzichtete er am 16. Juni 1921 auf sein Bischofsamt, damit dieses neu besetzt werden konnte.
Zur Errichtung eines römisch-katholischen Bistums in Japan wurde Döring nun von Papst Benedikt XV. am 16. Juni 1921 zum Apostolischen Vikar nach Hiroshima berufen. Gleichzeitig wurde er zum Titularerzbischof von Madytus ernannt. Am 4. Mai 1923 wurde das Apostolische Vikariat von Hiroshima errichtet.

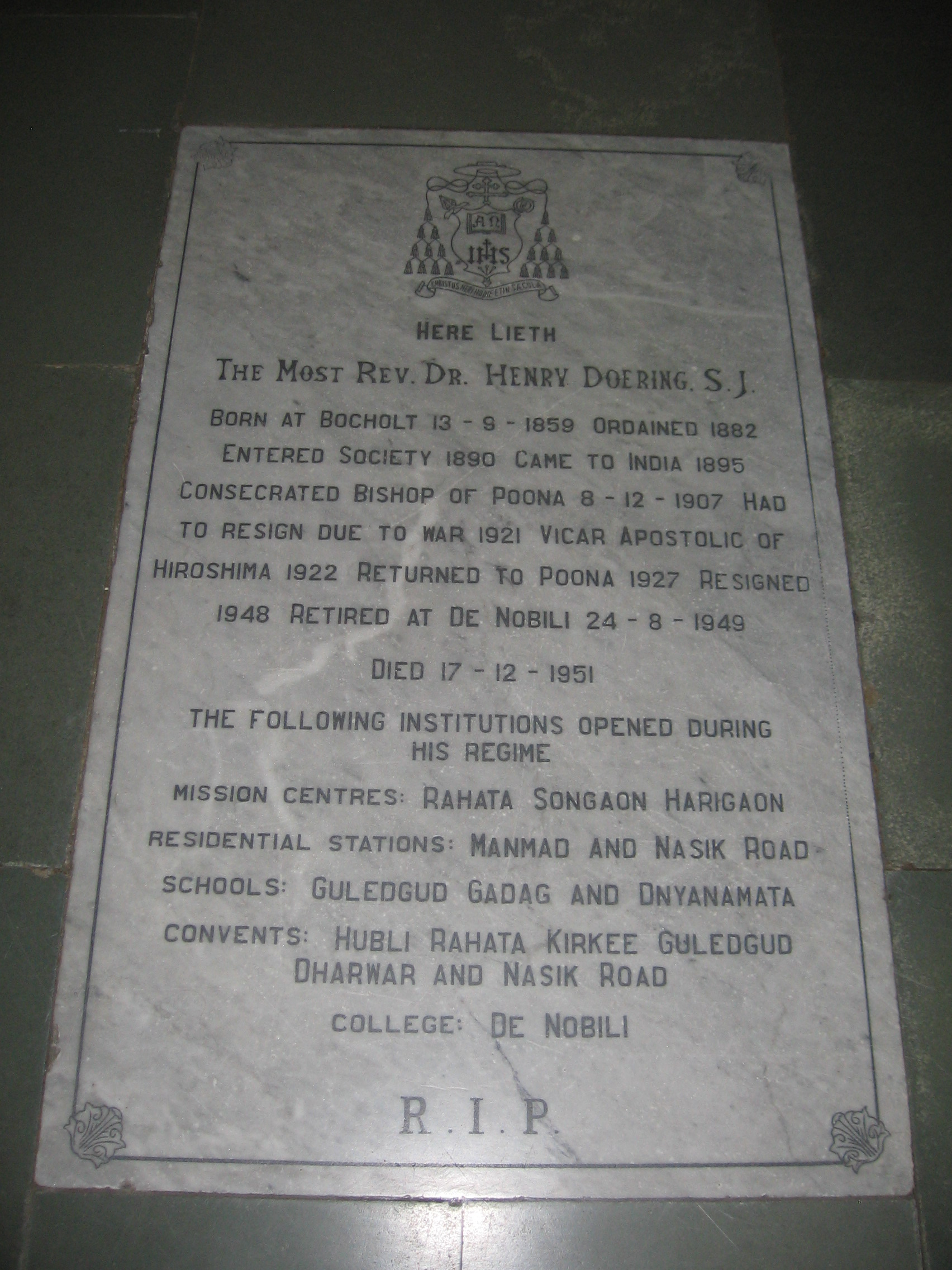
Grabstein in Poona

Am 14. Juli 1927 ernannte Papst Pius XI. Döring erneut zum Bischof von Poona, mit dem persönlichen Titel eines Erzbischofs. Der Bischofssitz war seit seiner Abberufung vakant und wurde nun von ihm weitere 21 Jahre geleitet. Im Alter von 89 Jahren emeritierte er am 15. Januar 1948 und wurde  Titularerzbischof von Anazarbus. Am 24. August 1949 weihte er seinen Nachfolger, den einheimischen Priester Andrew Alexis D’Souza, zum Bischof von Poona.
Döring starb am 17. Dezember 1951 in Poona an den Folgen eines Sturzes.